# Хондзё (княжество)
Княжество Хондзё (яп. 本荘藩 Хондзё-хан) — феодальное княжество (хан) в Японии периода Эдо (1623—1871). Хондзё-хан располагался в провинции Дэва (современная префектура Акита) на острове Хонсю.

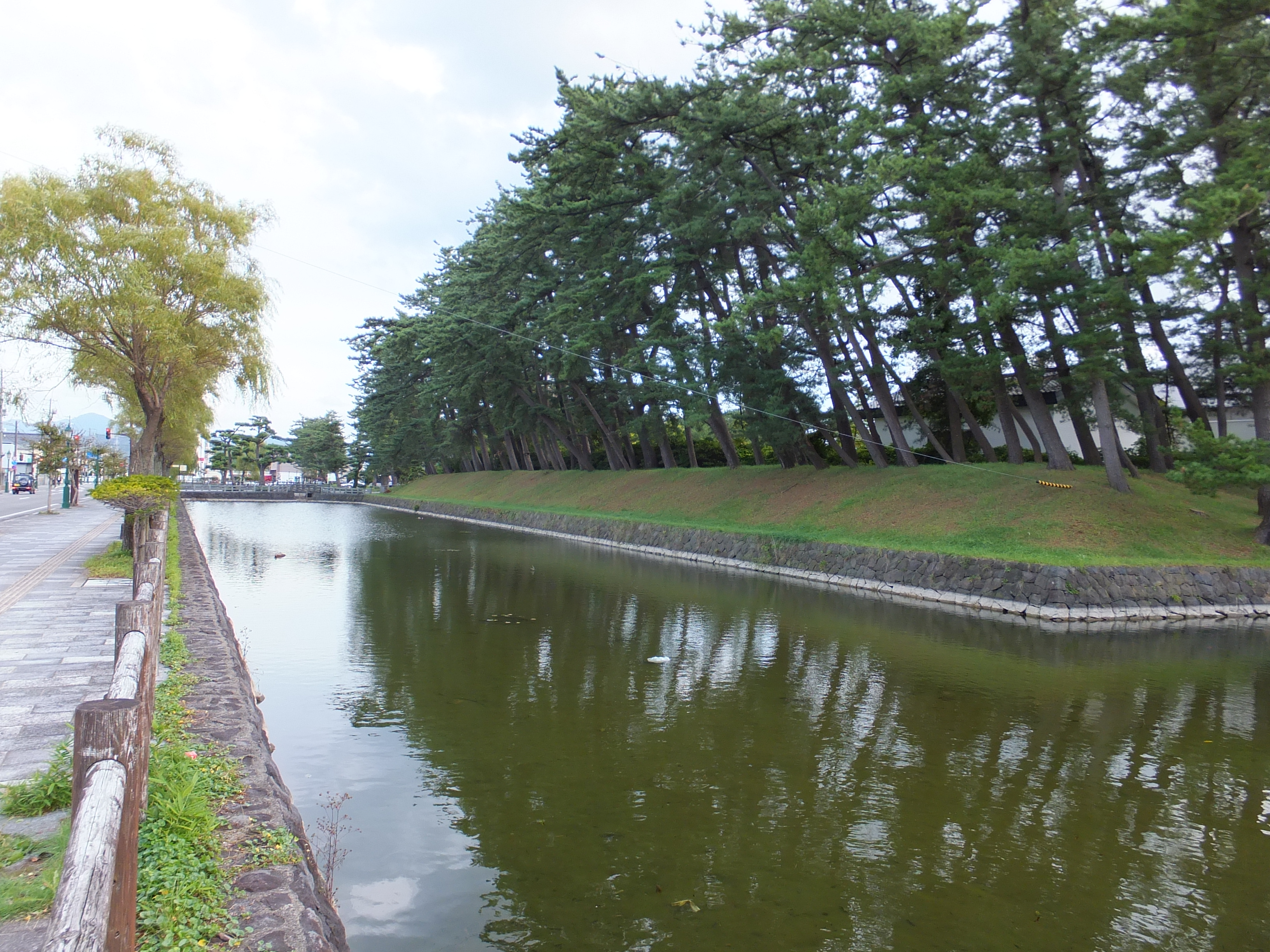
Рвы замка Хондзё, резиденции даймё Хондзё-хана

Административный центр хана: Замок Хондзё в провинции Дэва (современный город Юрихондзё, префектура Акита).

## История
В течение периода Сэнгоку большая часть провинции Дэва находилась под контролем клана Могами. В 1610 году для рода Могами было создано княжество с центром в замке Хондзё в районе Юри. В 1622 году сёгунат Токугава лишил клан Могами родовых владений в провинции Дэва. На место клана Могами был переселен клан Сатакэ из провинции Хитати, получивший во владение Кубота-хан.
Рокуго Масанори (1567—1634), небольшой самурай из района Сембоку в провинции Дэва, в 1590 году служил Тоётоми Хидэёси во время осады замка Одавара и был утвержден в своих родовых владениях в провинции Дэва (4 500 коку). В 1600 году он сражался на стороне Токугава Иэясу в битве при Сэкигахаре против своего сюзерена, рода Онодэра. В награду он получил титул даймё, его доход был увеличен 10 000 коку. В 1603 году Рокуго Масанори получил во владение княжество Хитати-Футю в провинциях Дэва и Хитати. В 1623 году Рокуго Масанори был переведен в Хондзё-хан, а его доход был увеличен до 20 000 коку. Его потомки управляли княжеством Хондзё в течение одиннадцати поколений вплоть до Реставрации Мэйдзи.
Согласно переписи 1674 года, в Хондзё-хане проживало 23 911 человек в 3 784 домохозяйствах. Также даймё Хондзё-хана имели главную резиденцию (камиясики) в Эдо (Кита-Инари в районе Ситая).
Во время Войны Босин (1868—1869) Рокуго Масаканэ, последний даймё Хондзё-хана (1861—1871), находился на стороне Северного союза княжеств. Тем не менее, княжество имело скудные военные ресурсы и было быстро оккупировано силами Союза Саттё, замок Хондзё был взят и уничтожен. В 1868 году новое императорское правительство Мэйдзи восстановило Рокуго Масаканэ в должности губернатора области, но уменьшило его доход до 10 000 коку.
В июле 1871 года после административно-политической реформы Хондзё-хан был ликвидирован и включен в состав префектуры Акита. Рокуго Масаканэ вынужден был переехать из своего бывшего княжества в Токио. В 1884 году он и его потомки получили титул виконта (сисяку) в новой японский аристократической системе (кадзоку).

## Список даймё
- Род Рокуго (тодзама) 1623—1871

| #  | Имя и годы жизни                            | Правление | Титул                 | Ранг                    | Кокудара            | Примечания                                                   |
| -- | ------------------------------------------- | --------- | --------------------- | ----------------------- | ------------------- | ------------------------------------------------------------ |
| 1  | Рокуго Масанори (1567-1634) (яп. 六郷政乗)  | 1623-1634 | Хиого-гасира (兵庫頭) | Пятый нижний (従五位下) | 20,000 коку         | Сын Рокуго Митиюки                                           |
| 2  | Рокуго Масакацу (1609-1677) (яп. 六郷政勝)  | 1634-1676 | Ига-но-ками (伊賀守)  | Пятый нижний (従五位下) | 20,000 коку         | Старший сын предыдущего                                      |
| 3  | Рокуго Масанобу (1635-1685) (яп. 六郷政信)  | 1676-1685 | Садо-но-ками (佐渡守) | Пятый нижний (従五位下) | 20,000 коку         | Старший сын Рокуго Масакацу                                  |
| 4  | Рокуго Масахару (1675-1741) (яп. 六郷政晴)  | 1685-1735 | Ига-но-ками (伊賀守)  | Пятый нижний (従五位下) | 20,000 коку         | Первый сын предыдущего                                       |
| 5  | Рокуго Масанага (1706-1754) (яп. 六郷政長)  | 1735-1754 | Ига-но-ками (伊賀守)  | Пятый нижний (従五位下) | 20,000 коку         | Второй сын Рокуго Масахару                                   |
| 6  | Рокуго Масасигэ (1737-1797) (яп. 六郷政林)  | 1754-1783 | Хиого-гасира (兵庫頭) | Пятый нижний (従五位下) | 20,000 коку         | Старишй сын Рокуго Масанаги                                  |
| 7  | Рокуго Масатика (1764-1812) (яп. 六郷政速)  | 1783-1812 | Садо-но-ками (佐渡守) | Пятый нижний (従五位下) | 20,000 коку         | Третий сын Рокуго Масасигэ                                   |
| 8  | Рокуго Масадзуми (1801-1822) (яп. 六郷政純) | 1812-1822 | Ава-но-ками (阿波守)  | Пятый нижний (従五位下) | 20,000 коку         | Второй сын Рокуго Масатики                                   |
| 9  | Рокуго Масацунэ (1811-1850) (яп. 六郷政恒)  | 1822-1848 | Хиого-гасира (兵庫頭) | Пятый нижний (従五位下) | 20,000 коку         | внук Рокуго Масатики, старший сын Рокуго Масаёси (1790—1858) |
| 10 | Рокуго Масатада (1828-1861) (яп. 六郷政殷)  | 1848-1861 | Хиого-гасира (兵庫頭) | Пятый нижний (従五位下) | 20,000 коку         | Второй сын Рокуго Масацунэ                                   |
| 11 | Рокуго Масаканэ (1848-1907) (яп. 六郷政鑑)  | 1861-1871 | Хиого-гасира (兵庫頭) | Третий (従三位), виконт | 20,000->10,000 коку | Старший сын Рокуго Масатады                                  |